# Пам'ятник Учителю (Торопець)
Пам'ятник Учителю — бронзова скульптура, встановлена 27 червня 1974 року в місті Торопець Тверської області (Росія), присвячена образу вчителя.

## Історія
Пам'ятник встановлено не в честь конкретної людини, а як данина поваги місцевих мешканців усім вчителям - тим, хто «сіє розумне, добре, вічне». Пам'ятник створено на гроші, зібрані випускниками Торопецької школи № 1 1940-1950 років навчання, серед яких був і кардіохірург Володимир Алмазов.  
Пам'ятник Учителю є визнаною пам'яткою стародавнього російського міста, привертає увагу туристів. 
У вересні 1968 року в Торопці відзначали 60-річчя середньої школи №1. Понад 300 випускників школи, починаючи з випуску 1913 року, вирішили поставити пам'ятник всім педагогам, які не тільки вчили, а й зі зброєю в руках під час Німецько-радянської війни захищали Батьківщину. Разом зі своїми випускниками пішли на фронт директор школи № 1 А. І. Свєтіков, вчителі І. Н. Гаврилов, Д. І. Бюро, Я. Т. Блоха, П. А. Железняков, С. М. Михайлов, П. Я. Єгоров. 

## Опис
Пам'ятник Учителю, створений за проектом московських скульпторів Ю. Г. Орєхова і В. Х. Думаняна, які працювали безоплатно, відкрито 27 червня 1974 року, до 900-річчя заснування м. Торопця. На пам'ятнику викарбувані слова: «Учителю від вдячних учнів». Пам'ятник, встановлений на вулиці Комсомольській, навпроти середньої школи № 1, став першим пам'ятником вчителю на території СРСР і Росії. Фігура уособлює вчителя, котрий проводить урок: худорлявий чоловік середніх років стоїть в позі оповідача, опираючись на шкільну парту. 

## Традиції, пов'язані з пам'ятником
Щороку, в День знань і День Вчителя, юні мешканці міста покладають до пам'ятника квіти.  
У середній школі № 1 існує звичай: випускний клас обов'язково фотографується перед пам'ятником Учителю. Не обійшлося і без прикмет: учень, котрий погладить ногу скульптури вчителя, не матиме проблем з оцінками. 